# Толдал (Муреш)
Толдал (рум. Toldal) насеље је у Румунији у округу Муреш у општини Воиводени. Oпштина се налази на надморској висини од 362 m.

## Становништво
Према подацима из 2002. године у насељу је живело 284 становника.

### Попис2002.
| Расподела становништва по националности 2002.‍ | Расподела становништва по националности 2002.‍ | Расподела становништва по националности 2002.‍ | Расподела становништва по националности 2002.‍ | Расподела становништва по националности 2002.‍ |
| --------------------------------------------- | --------------------------------------------- | --------------------------------------------- | --------------------------------------------- | --------------------------------------------- |
|                                               |                                               |                                               |                                               |                                               |
| Румуни                                        | Румуни                                        |                                               | 156                                           | 54,9%                                         |
| Мађари                                        | Мађари                                        |                                               | 116                                           | 40,8%                                         |
| Роми                                          | Роми                                          |                                               | 12                                            | 4,2%                                          |